# Приозерское городское поселение
Приозе́рское городское поселе́ние — муниципальное образование в составе Приозерского района Ленинградской области. Административный центр — город Приозерск.

## Географическое положение
Поселение расположено в северной части района, между озером Вуокса и Ладожским озером. 
Через поселение проходят:
- автодорога А121 «Сортавала» (Санкт-Петербург — Сортавала — автомобильная дорога Р-21 «Кола»)
- железная дорога Санкт-Петербург — Хийтола (станция Приозерск)

Расстояние до Санкт-Петербурга — 145 км

## История
Приозерское городское поселение образовано 1 января 2006 года в соответствии с областным законом № 50-оз от 1 сентября 2004 года «Об установлении границ и наделении соответствующим статусом муниципального образования Приозерский муниципальный район и муниципальных образований в его составе». В его состав вошли территории города Приозерск и часть бывшей Ларионовской волости.

## Население
| 2006    | 2010    | 2011    | 2012    | 2013    | 2014    |
| ------- | ------- | ------- | ------- | ------- | ------- |
| 18 700  | ↗19 321 | ↘19 276 | ↘19 190 | ↗19 300 | ↘19 184 |
| 2015    | 2016    | 2017    | 2018    | 2019    | 2020    |
| ↘19 109 | ↘19 005 | ↘18 850 | ↘18 757 | ↘18 431 | ↘18 022 |
| 2021    | 2023    | 2024    | 2025    |         |         |
| ↗19 060 | ↘18 821 | ↘18 529 | ↘18 217 |         |         |

## Состав городского поселения
| № | Населённый пункт | Тип населённого пункта        | Население (2017) |
| - | ---------------- | ----------------------------- | ---------------- |
| 1 | Бригадное        | посёлок                       | →68              |
| 2 | Бурнево          | посёлок                       | →12              |
| 3 | Приозерск        | город, административный центр | ↘17 920 (2025)   |
| 4 | Сторожевое       | посёлок                       | ↘240             |